# Rapetosaure
El rapetosaure (Rapetosaurus) és un gènere de dinosaure sauròpode que va viure al Cretaci superior, fa entre 70 i 65 milions d'anys, en el que actualment és Madagascar. Només s'ha identificat una espècie, Raspetosaurus krausei.